# 토레 세프사
토레 세프사(스페인어: Torre Cepsa)는 스페인 마드리드 콰트로 토레스 비즈니스 에어리어 (CTBA)에 있는 고층 빌딩이다. 높이 250m 및 45층 건물로 스페인에서 가장 높은 건물이다.

## 개요
2008년에 완공되었다. 같은 CTBA에 같은 해에 완성한 토레 데 크리스탈 (249.5m)을 제치고 스페인에서 가장 높은 건물이 되었다. CTBA는 두 초고층 빌딩 외에 토레 에스파시오 (230m), 토레 PwC (236m)라는 4개의 초고층 빌딩이 건설된 새로운 상업 지역이다.
설계는 영국의 노먼 포스터가 하였다. 당초 렙솔 YPF가 본사 건물로 계획했기 때문에 토레 렙솔(Torre Repsol)이라는 이름이었지만, 건설 중에 렙솔 본사를 다른 위치에 건설하기로 결정하여 빌딩을 금융 기관의 카하 마드리드에 매각했기 때문에 토레 카하 마드리드(Torre Caja Madrid)라는 이름으로 변경되었다. 이 이름은 2013년까지 사용되었으며, 이후에는 토레 방키아(Torre Bankia)라는 이름으로 사용되다가 2014년 6월 현재 이름으로 변경되었다.

## 같이 보기
- 스페인의 마천루 목록
- HSBC 홍콩 본점 빌딩